# Devi
Devi (boginja) je v hinduizmu ,velika boginja, mati vsega. Pojavi se lahko v obliki drugih boginj , najbolj znane med njimi pa so Lakšimi , Parvati in Kali.